# Rana baramica
Pulchrana baramica é uma espécie de anfíbio da família Ranidae.
Pode ser encontrada nos seguintes países: Brunei, Indonésia, Malásia e Singapura.
Os seus habitats naturais são: florestas subtropicais ou tropicais húmidas de baixa altitude, pântanos subtropicais ou tropicais.
Está ameaçada por perda de habitat.